# Theodore McLear
Theodore J. McLear (nacido el 29 de junio de 1879, fecha de la muerte desconocida) fue un luchador estadounidense que compitió en los Juegos Olímpicos de San Luis 1904.
Ese mismo año, ganó la medalla de plata en la categoría de peso pluma (Libre 135 lb masculino), detrás de su compatriota Benjamin Bradshaw. Había nueve participantes en dicha categoría, todos de los EE. UU.
Nació en Newark, Nueva Jersey.